# Цензор, Дмитрий Михайлович
Дмитрий Михайлович Цензор (при рождении Мордхель Мовшевич Цинзор; 10 (22) декабря 1877, Богуславишки, Виленский уезд, Виленская губерния — 26 декабря 1947, Москва) — русский поэт «Серебряного века».

## Биография
Родился 10 декабря (по старому стилю) 1887 года в местечке Богуславишки Виленского уезда, в многодетной ремесленной еврейской семье. Родители — Мовша Нохимович Цинзор (1854—1912), также уроженец Богуславишек, портной, и Тойба-Лея Нохим-Гиршевна Цинзор (в девичестве Сырина, 1854—?). В 1878 году семья переехала в Ширвинты и в следующем году в Вилькомир (родители впоследствии жили в Вильне). Дебютировал в 1894 году стихотворением в «Виленской газете». На его раннее творчество большое влияние оказали С. Надсон и символисты. В 1898—1906 годах принимал участие в революционной деятельности, затем отошёл от неё. В 1903 году окончил художественное училище в Одессе и поступил в Петербургскую академию художеств. В 1908 году одновременно окончил филологический факультет Петербургского университета и Академию художеств. В 1913 году принял православие.
Информации о поэте сохранилось немного. Сайт «Слова. Серебряный век» приводит такую:

Поэтические книги Д. Цензора («Старое гетто», СПб., 1907; «Крылья Икара», 1908; «Легенда будней», 1913) отличались внушительным объёмом — он был поэтом плодовитым, не боящимся повторов и монотонности. Д. Цензор был хорошо известен в литературных кругах, его репутация прилежного эпигона символизма и посредственного, но честного поэта не менялась в течение четверти века. А. Блок писал: «Этот поэт слишком многословен, он не довольно любит слова». (см. Дмитрий Цензор).
 И ещё слова Блока: 
«Дмитрий Цензор — создание петербургской богемы… <…> он чист душой и, главное, что временами он поёт, как птица, хотя и хуже птицы; видно, что ему поётся, что он не заставляет себя петь» (см.: А. Блок. (Рецензия) // Сочинения в двух томах. Т. II. М., 1955).
Он был участником многочисленных литературных объединений Петербурга начала XX века, печатался в газете «Казарма» (1906) и журналах «Зритель» (1905) и «Пробуждение» (1909), был сотрудником редакции журнала «Бегемот», в 1908 году стал членом Кружка «Вечера Случевского», посещал собрания на «Башне» у Вяч. Иванова, с февраля 1913 года входил в «Цех поэтов» Н. Гумилёва, издавал журнал «Златоцвет». Особо активно участвовал в деятельности петербургского литературного Кружка, куда входили знаменитые поэты — Н. Гумилёв, О. Э. Мандельштам, А. А. Ахматова, К. Д. Бальмонт, В. Я. Брюсов, Ф. К. Сологуб и др. Сохранилась фотография участников встречи от 26 января 1913 года, а также фотографии Дмитрия Цензора из семейного архива Олега Протопопова (см. Неизвестные фотографии Н. Гумилёва и других поэтов Серебряного века Автор Кирилл Финкельштейн). Поначалу эти поэтические встречи проходили на дому у поэта Константина Константиновича Случевского (1837—1904) по пятницам и потому получили название «Пятницы Случевского». После смерти Случевского (25 сентября 1904 г.) участники «пятниц» решили периодически встречаться на квартирах постоянных участников Кружка, назвав его, в память ушедшего поэта «Вечера Случевского». Продолжились и традиции ведения альбома, отдельные части которого хранятся ныне в архивах ИРЛИ, РГАЛИ, и в фондах РНБ. Кружок стал главным «долгожителем» среди литературных салонов Петербурга, просуществовав 14 лет — до ноября 1917 года.
Позже Дмитрий Цензор написал про Кружок и обстановку, царившую в нём, в журнале «Златоцвет».
Далее автор Кирилл Финкельштейн пишет о Д. Цензоре:
«Дм. Цензор стал одним из героев пародийного романа Корнея Чуковского „Нынешний Евгений Онегин“ („И Цензор — дерзостный поэт — / украдкой тянется в буфет“), с которым в начале 1900-х годов сотрудничал в газете „Одесские новости“, а также участником рассказа М. Зощенко „Случай в провинции“, где рассказывается, как после революции „однажды осенью поэт-имажинист Николай Иванов, пианистка Маруся Грекова, я и лирический поэт Дмитрий Цензор выехали из Питера в поисках более легкого хлеба“. И. С. Эвентов вспоминал, что Дм. Цензор был одним из тех, кто нёс на плечах гроб с телом А. Блока в 1921 году». См. рассказ Зощенко «Случай в провинции».
Поэтические книги Д. Цензора:
- «Старое гетто», СПб., 1907;
- «Крылья Икара», 1908;
- «Легенда будней», 1913;
- «Священный стяг» (1915).
- «Мои соседи» (1927);
- Вова-корабельщик (1929);
- «Кто скорей?» (1937);
- «Стихотворения 1903—1938»  (1940);
- «Пройденные пути» (1949).

Прозаические сборники:
- Сказки северного города: рассказы. (1915);
- Христова невеста и другие рассказы (1917).

В 1920-е годы сотрудничал в сатирических журналах «Бегемот», «Смехач», «Пушка» и других. В советское время Д. Цензор оказался на обочине литературного процесса, время от времени печатался в многотиражках, лишь в 1940 году издал одну книгу избранных стихотворений. Перед войной он стал секретарём партийной организации Ленинградского Союза писателей.
Похоронен на «Литераторских мостках» Волкова кладбища в одной могиле с женой, балериной А. В. Груздевой.
Его пасынок — выдающийся фигурист Олег Протопопов. Именно отчим подарил первые коньки своему пасынку, будущему двукратному чемпиону Олимпийских игр. Олег Протопопов вспоминал: «отчим спас нам жизнь, вытащив нас с мамой из блокадного Ленинграда, когда мы были уже на грани смерти» (см. Неизвестные фотографии Н. Гумилёва и других поэтов Серебряного века Автор Кирилл Финкельштейн).
Личный архив поэта (его поэтические произведения, статьи, переводы, письма известных поэтов и других деятелей культуры, друзей и знакомых) передан в центральный государственный архив литературы и искусства Санкт-Петербурга
(ЦГАЛИ СПб), см. Документы архива. Дата обращения: 7 мая 2009. Архивировано из оригинала 6 марта 2012 года..

### Адреса в Петрограде и Ленинграде
- Улица Жуковского, 3[9]
- Улица Достоевского, 21[10].
- Троицкая улица (с 1929 года — улица Рубинштейна), 15-17 (Толстовский дом)[11]

## Книги
- Старое гетто. СПб: Книгоиздательство «EOS», 1907. — 40 с.[12]
- Крылья Икара: стихи, 1905—1906. СПб: Типография санкт-петербургского товарищества печатного и издательского дела «Труд», 1908. — 78 с.[13]
- Легенда будней: лирика. СПб: Издание Аркадия Аверченко, 1913. — 216 с.
- Священный стяг: стихи о войне 1914—1915 г. Петроград: Издание Скобелевского комитета, 1915. — 52 с.
- Альманахи стихов, выходящие в Петрограде (с А. А. Ахматовой, А. А. Блоком, С. Бартом, Н. С. Гумилёвым, О. Э. Мандельштамом и Ф. К. Сологубом). Под редакцией Дмитрия Цензора. Пг.: Издательство «Цевница», 1915.
- Альманахи журнала «Рубикон» (с Вл. Ленским). Пг.: Екатерининская типография, 1915.
- Сказки Северного города. Пг.: М. И. Семёнов, 1916.
- Христова невеста. Подвиг отверженных. Верный путь (рассказы). Пг.: Издание Скобелевского комитета, 1916.
- Вова–корабельщик. Стихи для детей. Л., Красная газета, 1929.
- Праздник борьбы и победы (для эстрадного исполнения). М.: Издательство и стеклография Центрального управления по распространению драматургической продукции «Цедрам», 1935.
- Кто скорей? Стихи для детей. Л.: Ленинградский областной совет Освода, 1937.
- Стихотворения 1903—1938. Л.: Советский писатель, 1940. — 219 с.

## Нотные издания
- Я ушёл от улыбки твоей: Цыганский романс для голоса с сопровождением фортепиано cis.1—g.2. Слова Д. М. Цензора, музыка Карла Тидемана. СПб: Музыкальный магазин «Северная лира».
- Провожала подруга любимого. Жалостная песня из репертуара А. И. Третьяковой. На 2 женских голоса (можно исполнять в один голос) и фортепиано. Слова Дмитрия Цензора. Музыка Николая Маныкина-Невструева. М.: Прогрессивные новости.
- Приходи в мой сад зелёный: Романс для голоса с сопровождением фортепиано es.1—g.2. Слова Д. Цензора, музыка Виктора Липченко. СПб: Музыкальный магазин «Северная лира».
- Приходи в мой сад: Цыганский романс для голоса с сопровождением фортепиано d.1—fis.2. Слова Дмитрия Цензора, музыка Карла Тидемана. СПб: Музыкальный магазин «Северная лира».
- Полюби меня: Для голоса с сопровождением фортепиано c.1—f.2 (a). Слова Д. М. Цензора, музыка Н. С. Шепелева. Ростов-на-Дону: Адлер.
- Орлиная песня: Для голоса с сопровождением фортепиано c.1—as.2. Слова Дмитрия М. Цензора, музыка Николая А. Шиповича. Киев: Индржишек.
- Привет Всерабису: 1919—1929. Музыка Е. Вильбушевича, слова Д. Цензора. Л.: Ленинградский областной союз рабочих искусств, 1929.
- На братской могиле. Музыка Соловьева, слова Д. Цензора. М., 1955.